# 4.85×49mm

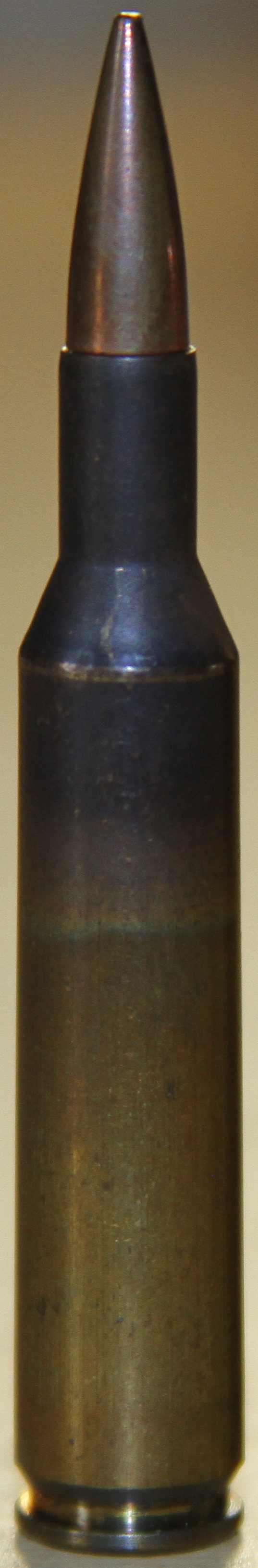

4.85×49mm는 영국이 개인 화기 프로젝트를 위해 제작한 실험용 중간 탄약통으로, 이 프로젝트는 SA80 소형 화기 시리즈로 이어졌다.

## 설계
4.85×49mm 탄약은 5.56 × 45 mm NATO를 기반으로 하지만 5mm 탄두를 사용하고 5.56mm보다 목 부분이 더 길다. 총구 속도는 이 탄약이 경쟁하도록 설계된 M193 5.56mm 장전보다 우수하다. 4.85×49mm 탄약은 55 그레인 (3.6 g)의 무게가 나간다.

## 역사
1960년대 동안, 영국은 7.62 × 51 mm NATO 탄을 대체할 가볍지만 효과적인 탄약을 만드는 실험을 했다. 그들의 초기 실험은 6.3mm로 목 부분이 좁혀진 .280 영국 탄(1950년대 영국의 중간 탄약)에 초점을 맞췄다. 그러나 1960년대에 서독의 한 연구는 이상적인 탄약이 5mm 또는 그 이하의 구경을 가져야 한다고 제안했다. 이 연구 결과는 영국이 실험용 탄약을 위해 5mm 및 더 작은 구경의 탄두를 연구하고 개발하도록 장려했다. 그 결과, SA80이 될 소총의 탄약은 5mm 또는 약간 더 작아야 한다는 공식적인 결정이 내려졌다.
이 실험용 5mm 탄약의 탄피는 개조된 5.56mm NATO 탄피였지만, 탄두의 형태는 초기 실험용 탄약인 6.23×43mm의 축소판이었다. 1970년에 제작된 목 부분 직경 5×44mm 탄약은 비록 4.85×49mm라는 이름으로 채택되었지만, 사실상 최종 채택된 탄약의 원형이었다. 탄약의 직경은 변하지 않았다. 탄두 목 부분의 직경이 아니라 총열의 랜드 직경에 맞추기 위해 "4.85mm"로 이름을 변경하기로 결정되었다.

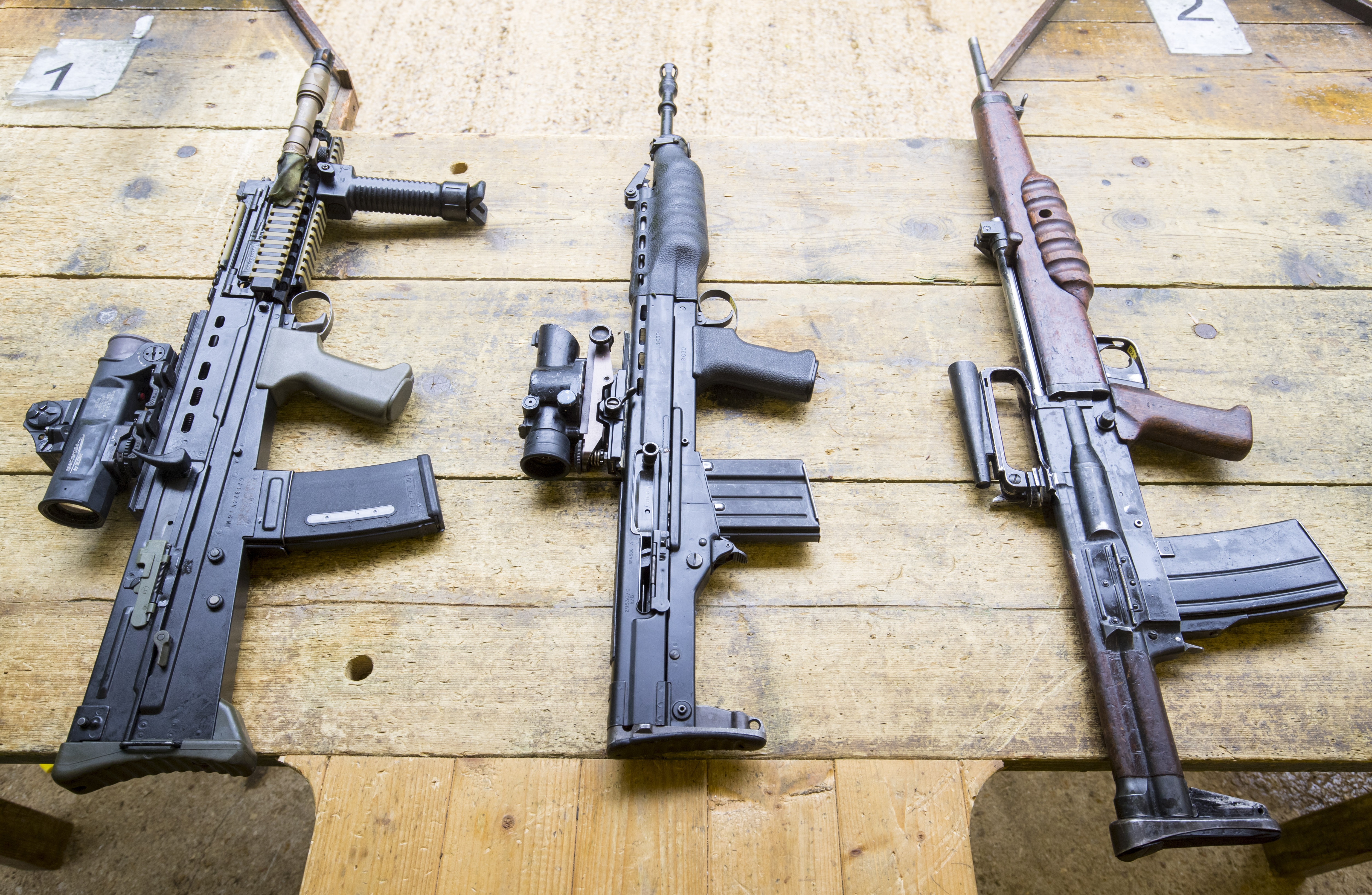
왼쪽부터 SA80-A2 5.56 × 45 mm NATO, 실험용 XL 60 4.85×49mm 및 EM-2 .280 British 돌격 소총

계속된 시험 결과 탄두 장착에 문제가 있는 것으로 나타났다. 이를 해결하기 위해 탄약의 목 부분을 5mm 늘려 4.85×49mm 탄약을 만들었다. 그러나 새로운 탄약을 위한 생산 라인이 완전히 재정비되기 전에, 엔필드 조병창(RSAF)은 시험을 위한 탄약 배치를 요구했다. 기존 4.85×44mm 탄약은 시험 자격을 얻기 위해 수동으로 목 부분을 5mm 늘렸다.
4.85×49mm 탄약과 L64/65에 대한 시험은 1970년대 내내 계속되었다. 1976년에 L64/L65 무기 시스템이 공식적으로 발표되었다. 1977년에는 NATO 표준화를 위한 새로운 탄약과 무기를 찾기 위한 시험이 진행 중이었다. 영국은 IW 무기를 4.85×49mm로 제출했다. 시험에 충분한 탄약을 제공하기 위해 XL1E1 볼 탄과 XL2E1 예광탄 모두 많은 양이 생산되었다. 영국은 미국과 NATO가 4.85×49mm 탄약이 5.56×45mm NATO 탄약보다 가진 고유한 장점을 인식하고 이를 채택하기를 희망했다.
4.85mm의 수명은 NATO 시험의 최종 결과가 5.56mm용 에르스탈 국립공장 SS109 탄두가 최고의 성능을 보인다고 결론 내리면서 끝났다. 1979년에 영국 시험관들은 4.85mm 탄약을 폐기하고 5.56mm 탄약을 채택했다. IW 시스템은 이후 5.56mm로 재챔버링되었다.
다른 나라는 4.85mm 탄약을 사용하지 않았다.

## 변형
4.85mm 탄약은 수명 동안 여러 변형이 만들어졌다.

### 볼
가장 흔한 4.85mm 탄약 유형은 NATO 시험에 사용된 XL1E1 볼이다. 이 탄약은 55.3 그레인 탄두를 가지며, 총구 속도는 3,115 ft/s, 총구 에너지는 1,210 ft/lbf이다.

### 예광탄
4.85mm용으로 여러 예광탄 유형이 만들어졌지만, 가장 흔한 것은 NATO 시험에 사용된 XL2E1이다. 주황색 끝이 있다. 최대 10가지 다른 변형이 생산되었지만, 완전 생산에 이르지는 못했다.

### 단거리
단거리용으로 설계된 4.85mm 변형은 표준 탄약과 동일한 탄피를 사용했지만, 둥글고 흰색 플라스틱 탄두를 발사했다.

### 더미
4.85mm용으로 수명 동안 여러 더미 탄약이 생산되었다. 초기 더미 탄약은 단순히 목 부분이 5mm 더 긴 빈 4.85×44mm 탄약이었지만, 나중 모델에는 바닥에 세 개의 구멍이 뚫린 탄약과 여러 개의 수직 플루트가 있는 크롬 도금 탄피가 포함된다.
4.85mm의 특수 플라스틱 훈련 더미 버전도 제작되었다. 이것은 파란색 플라스틱 머리가 달린 잘린 4.85mm 탄약으로 구성되었다. 총이 발사되면 플라스틱 머리가 날아간다.

### 공포탄
초기 공포탄은 제조되었지만, 나중에는 탄두가 있어야 할 자리에 로즈크림프 공포탄 모양이 있는 표준 형태의 탄약이 사용되었다. 로즈크림프 공포탄은 소총 유탄을 발사하는 데 사용되는 공포탄으로도 사용되었다.

### 철갑탄
철갑탄은 4.85×44mm 및 4.85×49mm 탄약 모두에 대해 개발되었지만, 볼 및 예광탄 변형처럼 대규모 생산에 이르지는 못했다. AP 탄약은 탄두 끝 바로 아래에 검은색 띠가 있다.

## 갤러리

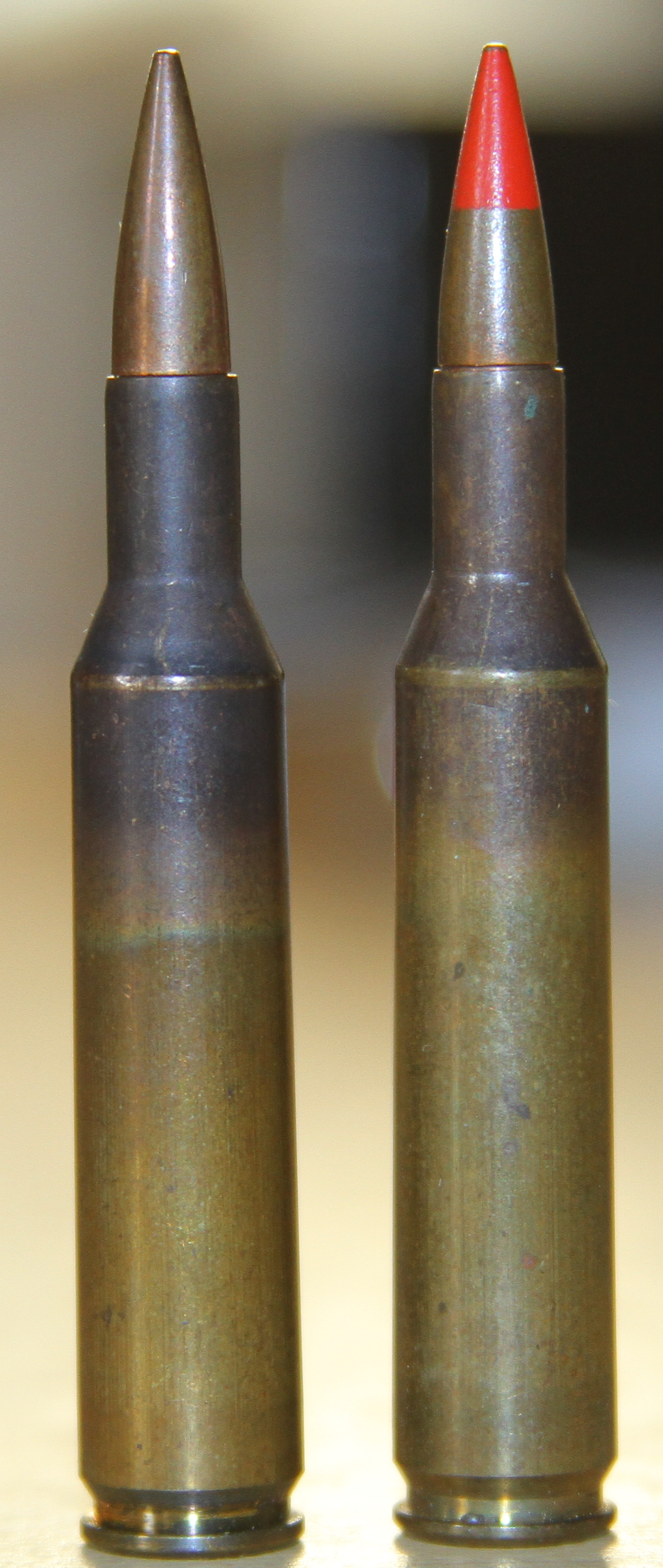
왼쪽의 XL1E1 볼 탄약과 오른쪽의 XL2E1 예광탄
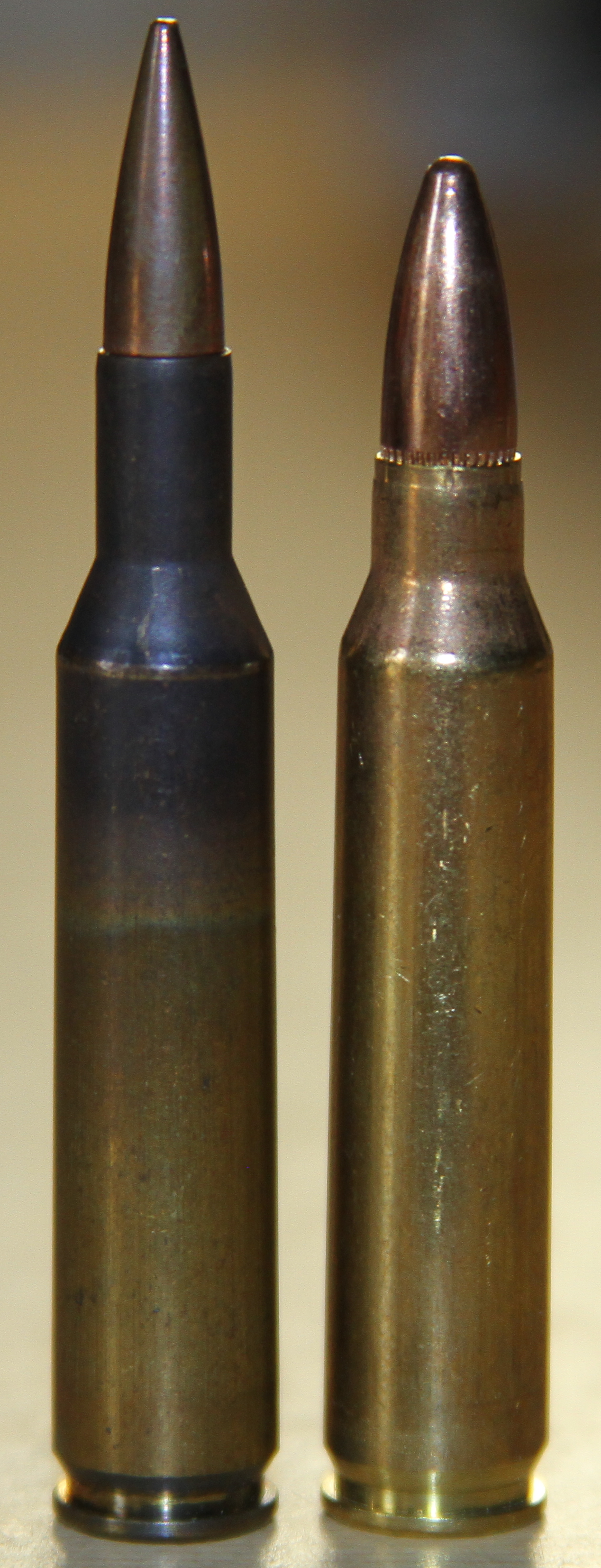
왼쪽의 XL1E1 탄약과 오른쪽의 .223 레밍턴 탄약